# コール・ミー・ザ・ブリーズ
「コール・ミー・ザ・ブリーズ」（Call Me the Breeze）は、J・J・ケイルが1971年に発表した楽曲。デビューアルバム『Naturally』に収録された。

## 概要
1970年8月、エリック・クラプトンの最初のソロ・アルバム『エリック・クラプトン・ソロ』が発売され、同年9月、アルバムからJ・J・ケイルのカバー「アフター・ミッドナイト」がシングルカットされる。「アフター・ミッドナイト」はビルボード Hot 100の18位を記録するヒットとなり、ラジオでも広くかかった。このときに初めてケイルはクラプトンが自分の曲をレコーディングしたことを知ったという。ケイルは『モジョ』のインタビューでこう答えている。「俺は何しろど貧乏で、食うや食わずで、若くもなかった。もう30代だった。だからすごくうれしかったよ。金が手に入って感激した」
友人で、音楽プロデューサーのオーディ・アシュワースはこれを利用してアルバムを作ることをケイルに強く促した。レコーディングは同年9月29日から始まった。テネシー州マウント・ジュリエットのブラッドリーズ・バーン、同州ナッシュビルのテネシー・アンド・モス・ローズ・スタジオなどで制作が行われた。デモのような音作りがなされ、いくつかの曲ではドラムマシンがそのまま使用された。「コール・ミー・ザ・ブリーズ」もその1曲であった。
1971年10月25日発売の『Naturally』に収録された。アルバムからは「クレイジー・ママ」がシングルカットされ、全米22位を記録した。
2004年公開のコンサート映画『Crossroads Guitar Festival 2004』でケイルは本作品を歌った（クラプトンが伴奏で参加）。

## エリック・クラプトンのバージョン
ケイルは2013年7月26日に死去。エリック・クラプトンは同年からケイルのトリビュート・アルバムの制作を開始する。2014年6月8日、ジョゼフ・トーマン監督による、物語仕立てのミュージック・ビデオ「コール・ミー・ザ・ブリーズ」が配信される。ヒッチハイカーに扮したクラプトンは本作品を演奏し、歌い、その間、ケイルの写真や動画が何度も挿入される。
同年7月29日、クラプトン名義のトリビュート・アルバム『ザ・ブリーズ〜J.J.ケイルに捧ぐ』が発売され、「コール・ミー・ザ・ブリーズ」も収録された。

## その他のバージョン
- メイソン・プロフィット - 1972年のアルバム『Rockfish Crossing』に収録。
- レーナード・スキナード - 1974年のアルバム『セカンド・ヘルピング』と1976年のライブ・アルバム『ワン・モア・フロム・ザ・ロード』に収録された。
- ボビー・ベア - 1981年のアルバム『Bobby Bare』に収録。
- ジョニー・キャッシュ＆ジョン・カーター・キャッシュ - 1987年のアルバム『Water from the Wells of Home』に収録。